# Uptime
Uptime (en català temps de funcionament) és un terme informàtic que designa el temps des del qual una màquina, o programari informàtic, ha estat funcionant sense interrupcions. En cas de reinici, el temps de funcionament es reinicia a zero. El seu oposat el coneixem com a Downtime que és el temps d'aturada.
Sovint s'empra com a mesura de la fiabilitat o l'estabilitat del sistema operatiu de l'ordinador, ja que aquest temps representa el temps en què un ordinador es pot deixar sense vigilància sense que s'hagi bloquejat , o que calgui reiniciar-lo per a finalitats administratives o de manteniment.
Per contra, un temps de funcionament llarg (long uptime) pot indicar negligència, perquè algunes actualitzacions crítiques poden requerir reinicis en algunes plataformes.

## Registres
El 2005, Novell va informar d'un servidor amb un temps de funcionament de 6 anys. Tot i que això pot semblar inusual, això és comú quan els servidors es mantenen en un context industrial i allotgen aplicacions crítiques com ara sistemes bancaris.
Netcraft manté els registres de temps d'activitat (Uptime) de molts milers d'ordinadors d'allotjament web.
S'ha informat que un servidor amb Novell NetWare s'havia tancat després de 16 anys d'activitat a causa d'una fallada del disc dur.
S'ha informat que un encaminador (router) Cisco ha estat funcionant contínuament durant 21 anys a partir del 2018.[6] A partir de l'11 d'abril de 2023, el temps d'activitat ha augmentat a 26 anys, 11 setmanes, 1 dia, 1 hora i 36 minuts.> A partir de l'11 d'abril de 2023, el temps d'activitat (uptime) ha augmentat a 26 anys, 11 setmanes, 1 dia, 1 hora i 36 minuts.

## Determinació del temps d'activitat del sistema

### Microsoft Windows

#### Gestor de tasques de Windows
Algunes versions de Microsoft Windows inclouen un camp de temps de funcionament al Gestor de tasques de Windows, a la pestanya "Rendiment". El format és D:HH:MM:SS (dies, hores, minuts, segons).

#### systeminfo
La sortida de systeminfo command includes a "System Up Time" ("Temps de funcionament del sistema") o el camp "System Boot Time" ("Hora d'arrencada del sistema").
```
C:\>
systeminfo 
|
 findstr 
"Time:"

System Up Time: 0 days, 8 hours, 7 minutes, 19 seconds

```

El text i el format exactes depenen de l'idioma i la configuració regional. El temps donat per systeminfo no és fiable. No té en compte el temps passat de suspensió o hibernació. Així, el temps d'arrencada avançarà cada vegada que l'ordinador se suspengui o hiberni.

#### Ordre NET
L'ordre NET amb la seva subordre STATISTICS proporciona la data i l'hora d'inici de l'ordinador, tant per a les variants NET STATISTICS WORKSTATION com per a NET STATISTICS SERVER. L'ordre NET STATS SRV és l'abreviatura de NET STATISTICS SERVER. El format exacte del text i de la data depèn de l'idioma i la configuració regional.
```
C:\>
NET STATISTICS WORKSTATION 
|
 findstr 
"since"

Statistics since 8/31/2009 8:52:29 PM

```

#### Windows Management Instrumentation (WMI)
El temps de funcionament (uptime) es pot determinar per mitjà de Windows Management Instrumentation (WMI), consultant la propietat LastBootUpTime de la classe Win32_OperatingSystem. A l'indicador d'ordres, això es pot fer mitjançant l'ordre wmic:
```
C:\>
wmic os get lastbootuptime

LastBootUpTime

20110508161751.822066+060

```

La marca de temps (timestamp) utilitza el format aaaammddhhmmss.nnn, per tant, a l'exemple anterior, l'ordinador es va iniciar per última vegada el 8 de maig de 2011 a les 16:17:51.822. El text "LastBootUpTime" i el format de marca de temps (timestamp) no varien segons l'idioma o la configuració regional. El WMI també es pot consultar mitjançant una varietat d'interfícies de programació d'aplicacions, incloses VBScript o PowerShell.

#### Uptime.exe
Microsoft proporcionava anteriorment una utilitat descarregable anomenada Uptime.exe, que informa el temps transcorregut en dies, hores, minuts i segons.
```
C:\>
Uptime

SYSTEMNAME has been up for: 2 day(s), 4 hour(s), 24 minute(s), 47 second(s)

```

El temps donat per Uptime.exe no és fiable. No té en compte el temps passat en suspensió o hibernació. Per tant, el temps d'arrencada avança cada vegada que l'ordinador entri en suspensió o hibernació.

### FreeDOS
L'ordre uptime també està disponible per a FreeDOS. La versió va ser desenvolupada per M. Aitchison.

### Linux

#### Ús del temps de funcionament
Els usuaris dels sistemes Linux poden utilitzar la utilitat de temps de funcionament BSD, que també mostra les mitjanes de càrrega del sistema dels darrers intervals d'1, 5 i 15 minuts:
```
$ 
uptime

 18:17:07 up 68 days, 3:57, 6 users, load average: 0.16, 0.07, 0.06

```

#### Ús de /proc/uptime
Mostra quant de temps ha estat encès el sistema des que es va reiniciar per darrera vegada:
```
$ 
cat
 
/proc/uptime

 350735.47 234388.90

```

El primer número és el nombre total de segons que el sistema ha estat activat. El segon nombre és la quantitat d'aquest temps que la màquina ha passat inactiva, en segons. En sistemes multinúclis (i algunes versions de Linux) el segon nombre és la suma del temps d'inactivitat acumulat per cada CPU.

### BSD

#### Ús del temps de funcionament
Els sistemes operatius basats en BSD com ara FreeBSD, Mac OS X i SySVr4 tenen l'ordre uptime (vegeu uptime(1)).
```
$ 
uptime

3:01AM up 69 days, 7:53, 0 users, load averages: 0.08, 0.07, 0.05

```

El programa de temps de funcionament al BSD és un enllaç dur al programa w. El programa w es basa en el programa SYSTAT RSTS/E, TOPS-10 i TOPS-20.

#### Ús de sysctl
També hi ha un mètode per utilitzar sysctl per cridar l'últim temps d'arrencada del sistema:
```
$ 
sysctl
 
kern.boottime

kern.boottime: { sec = 1271934886, usec = 667779 } Thu Apr 22 12:14:46 2010

```

### OpenVMS
Als sistemes OpenVMS, l'ordre show system es pot utilitzar al indicador d'ordres DCL per obtenir el temps de funcionament del sistema. La primera línia de la pantalla resultant inclou el temps de funcionament (uptime) del sistema, que es mostra com a dies seguits d'hores:minuts:segons. A l'exemple següent, el qualificador d'ordres /noprocess suprimeix la visualització de les línies d'informació detallades per procés.
```
$ 
show
 
system/noprocess

OpenVMS V7.3-2 on node JACK 29-JAN-2008 16:32:04.67 Uptime 894 22:28:52

```

La sortida de l'ordre anterior mostra que el node JACK el 29 de gener de 2008 a les 16:32:04.67 té un emps de funcionament (Uptime) de: 894 dies, 22 hores, 28 minuts i 52 segons.